# Copris fukiensis
Copris fukiensis là một loài bọ cánh cứng trong họ Bọ hung (Scarabaeidae).